# Нгонпинг 360
Нгонпинг 360 (англ. Ngong Ping 360) — канатная дорога в Гонконге на острове Лантау. Нгонпинг 360 соединяет район Тунчунг, находящийся на северном побережье острова Лантау, с районом Нгонпинг, располагающимся на холмах в центре острова. В этом районе находится монастырь По Линь и 30 метровая бронзовая статуя Тянь Тан Будда — важнейшие туристические достопримечательности острова Лантау.
До образования канатной дороги единственными путями доступа до статуи Будды и монастыря были пешая горная дорога и автобус.
Нгонпинг 360 принадлежит корпорации MTR.